# والاس إنغلز
والاس إنغلز هو فلاح وسياسي أمريكي، ولد في 22 نوفمبر 1859، وتوفي في 3 فبراير 1936. نشط حزبياً في الحزب الجمهوري. وقد انتخب عضو جمعية ولاية ويسكونسن ‏.